# Церква Преображення Господнього (Ігровиця)
Церква Преображення Господнього в Ігровиці — парафія і храм Тернопільського благочиння Тернопільської єпархії Православної церкви України в селі Ігровиця Тернопільського району Тернопільської области.

## Історія церкви
У серпні 1991 року в селі Ігровиця було зареєстровано громаду УАПЦ, і старий костел передали в користування парафіянам. Силами невеликої громади будівлю відреставрували.
У 1992 році парафія увійшла до складу УПЦ КП. Засновниками громади стали священник Василь Павлишин та єпископ Тернопільський і Кременецький Іов.
У 1992 році відновили фігуру Божої Матері.
У селі також споруджено та освячено кілька пам'ятників:
- Пам'ятний хрест на честь скасування панщини.
- Меморіал воїнам УПА.

## Парохи
- о. Василь Павлишин (до 1995),
- о. Ігор Турчак (з 1995).